# Kianshahr
 Kianshahr est un quartier du sud-est de Téhéran. Il est desservi depuis février 2020 par une station de la ligne 6 du métro de Téhéran.